# معاهدة التجارة العالمية لأصناف الحيوان والنبات البري المهدد بالانقراض
معاهدة التجارة العالمية لأصناف الحيوان والنبات البري المهدد بالانقراض أو سايتس (CITES) (بالإنجليزية: Convention on International Trade in Endangered Species of Wild Fauna and Flora)‏ وهي تعرف أيضاً بـ«اتفاقية واشنطن»، حيث تم توقيعها في العاصمة واشنطن في 3 مارس 1973، وبدأ العمل بها العام 1975 ، وهي تعتبر من أهم المعاهدات الدولية الخاصة بالحفاظ على الأنواع البرية من خطر الانقراض، لربطها بين الحياة الفطرية والتجارة بأحكام ملزمة لتحقيق الأهداف المتعلقة بالحفاظ على الأنواع والاستخدام المستدام لها كموارد طبيعية، وذلك من خلال وضع إجراءات تحد من الاتجار الدولي المفرط بتلك الأنواع. وتضع الاتفاقية نظماً عالمية فعالة ومتكاملة للتجارة في الحياة الفطرية بهدف الحفاظ على الطبيعة والاستخدام المستدام للموارد.

## الأنواع الخاضعة لنظم السايتس

شعار السايتس

تتوزع الأنواع الخاضعة لنظم السايتس على ثلاثة ملاحق:
- في الملحق الأول، كل الأنواع المهددة بالانقراض التي تأثرت أو يحتمل أن تتأثر بالتجارة. لذلك توجب الاتفاقية أن تخضع التجارة في عينات هذه الأنواع على نحو خاص لتنظيم صارم حتى لا يتعرض أكثر من ذلك بقائه للخطر، أو يجب ألا يسمح بالتجارة فيها إلا في ظروف استثنائية. ويبلغ عددها 600 نوع حيواني تقريباً وحوالى 300 نوع نباتي.
- الملحق الثاني، فهو يضم كل الأنواع التي ليست بالضرورة مهددة حالياً بالانقراض ولكن ربما تصبح كذلك ما لم تخضع التجارة في عينات مثل هذه الأنواع لتنظيم صارم لتجنب الاستغلال المتنافي مع بقائها. بالإضافة إلى الأنواع الأخرى التي يجب أن تكون محل تنظيم حتى يمكن إخضاع التجارة في عينات معينة من الأنواع المشار إليها في البند (أ) من هذه الفقرة لمراقبة فعالة. أما عدد هذه الأنواع فهي أكثر من 1400 نوع حيواني وأكثر من 22000 نوع نباتي.
- الملحق الثالث، فهو يضم كل الأنواع التي يحدد أي طرف أنها تخضع لتنظيم في حدود سلطة يهدف إلى منع أو تقييد الاستغلال وانها بحاجة إلى تعاون الأطراف الأخرى لضبط التجارة فيها. وعددها حوالى 270 نوعا حيوانيا ونحو 30 نوعاً نباتياً.

ويعتبر مؤتمر الدول الأطراف في الاتفاقية، الجهاز الوحيد المخول له اتخاذ قرار حول محتويات الملحقين( 1) و(2). ويحتاج تبنى أي مقترح في هذا الشأن إلى موافقة بأغلبية الثلثين في المؤتمر. ولا يحق للدول غير الأطراف التقدم بمقترحات.

## نظام التجارة
تنظم السايتس التصدير وإعادة التصدير والاستيراد للحيوانات والنباتات الحية والميتة وأجزائها ومشتقاتها (فقط للأنواع الواردة في ملاحق السايتس) بشرط عدم إضرار التجارة ببقاء تلك الأنواع في بيئاتها الطبيعية بالنسبة للأنواع المدرجة في الملحقين (1) و(2) ويقوم ذلك على نظام للأذونات والشهادات التي تُصدر بشروط معينة ويجب تقديمها في منافذ الدخول والخروج الدولية.
وهناك أحكام خاصة لكل من: الأمتعة الشخصية والمنزلية، عينات ما قبل الاتفاقية، عينات التربية في الأَسر والاستزراع الاصطناعي، التبادل العلمي، المعارض المتنقلة.
وهناك أربعة أنواع لوثائق السايتس: إذن التصدير، إذن الاستيراد، شهادة إعادة التصدير، وشهادات أخرى. ولوثائق السايتس نسق موحد من حيث: الشكل واللغة والمصطلحات والمعلومات وفترة الصلاحية وإجراءات الإصدار والتخليص...الخ
ويقتصر حق إصدار إذن التصدير على السلطة الإدارية فقط وبعد استشارة السلطة العلمية وتوصيتها بأن عملية التصدير لا تضر ببقاء النوع المعني في الطبيعة. ويجب أن تتأكد السلطة الإدارية من قانونية اقتناء العينة. كما يجب أن تتأكد السلطة الإدارية من أن العينات سيتم تجهيزها وشحنها بطريقة تقلل (إلى أدنى حد) من خطر الإصابة والمرض وسوء المعاملة.
أما عن إذن الاستيراد، فهو ينطبق فقط على عينات الملحق رقم (1). ويقتصر حق إصداره على السلطة الإدارية حينما توصي السلطة العلمية بأن هدف عملية الاستيراد ستــكون لأغراض لا تضر ببقاء النوع. وتطلب بعض الدول الأطــراف في الاتــفاقية (مثل عدد من دول الاتحاد الأوروبي) إذن استيراد لعينات الملحق رقم (2).
أما شهادة إعادة التصدير، فتصدرها السلطة الإدارية فقط، حينما تتأكد من أن العينات قد تم استيرادها وفق أحكام الاتفاقية.
وتستخدم في حالات خاصة شهادات خاصة للتربية في الأسر والاستزراع الاصطناعي ولعينات ما قبل الاتفاقية وللمعارض المتنقلة، وللاستخراج من البحر وللملصقات المتعلقة بالتبادل العلمي.

## وصلات خارجية
- القائمة الحمراء للانواع المصرية